# Colômbia nos Jogos Olímpicos de Inverno de 2018
A Colômbia participou dos Jogos Olímpicos de Inverno de 2018, realizados na cidade de Pyeongchang, na Coreia do Sul. 
Foi a segunda aparição do país em Olimpíadas de Inverno após competir pela última vez nos Jogos de 2010, em Vancouver, quando fez a sua estreia. Esteve representado por quatro atletas que competiram em três esportes.

## Desempenho

### Esqui alpino
Masculino
| Atleta          | Evento         | Descida 1 | Descida 2 | Total   | Pos. |
| --------------- | -------------- | --------- | --------- | ------- | ---- |
| Michael Poettoz | Slalom         | 57.46     | 1:00.00   | 1:57.46 | 37º  |
| Michael Poettoz | Slalom gigante | 1:21.41   | DNF       | DNF     | DNF  |

### Esqui cross-country
Masculino
| Atleta            | Evento      | Final   | Final |
| Atleta            | Evento      | Tempo   | Pos.  |
| ----------------- | ----------- | ------- | ----- |
| Sebastián Uprimny | 15 km livre | 58:08.1 | 115º  |

### Patinação de velocidade
Feminino
| Atleta      | Evento           | Semifinal | Semifinal | Semifinal | Final       | Final       | Final       |
| Atleta      | Evento           | Pontos    | Tempo     | Pos.      | Pontos      | Tempo       | Pos.        |
| ----------- | ---------------- | --------- | --------- | --------- | ----------- | ----------- | ----------- |
| Laura Gómez | Largada coletiva | 0         | 8:54.99   | 10º       | Não avançou | Não avançou | Não avançou |

Masculino
| Atleta       | Evento      | Final   | Final |
| Atleta       | Evento      | Tempo   | Pos.  |
| ------------ | ----------- | ------- | ----- |
| Pedro Causil | 500 metros  | 35.196  | 20º   |
| Pedro Causil | 1000 metros | 1:10.71 | 34º   |

Legenda
| Recorde mundial      | Recorde mundial (World record)               |                       | Recorde africano                      | Recorde africano (African) |                                           | Q | Classificado por posição (Qualified) |
| Recorde olímpico     | Recorde olímpico (Olympic record)            | Recorde da América    | Recorde da América (Americas)         | q                          | Classificado por melhor tempo (Qualified) |   |                                      |
| Melhor marca do ano  | Melhor marca do ano (World leading)          | Recorde asiático      | Recorde asiático (Asian)              | DNS                        | Não largou (Did not start)                |   |                                      |
| Recorde nacional     | Recorde nacional (National record)           | Recorde europeu       | Recorde europeu (European)            | DNF                        | Não terminou (Did not finish)             |   |                                      |
| Recorde pessoal      | Recorde pessoal do atleta (Personal best)    | Recorde da Oceania    | Recorde da Oceania (Oceania)          | DSQ / DQ                   | Desclassificado (Disqualified)            |   |                                      |
| Recorde da temporada | Recorde da temporada do atleta (Season best) | Recorde sul-americano | Recorde sul-americano (South America) | NM                         | Sem marca (No mark)                       |   |                                      |